# ロックンロール・ハイスクール (映画)
『ロックンロール・ハイスクール』（原題：Rock 'n' Roll High School）は、1979年製作のアメリカ合衆国の学園ロックンロール・コメディ映画。ロジャー・コーマン製作総指揮。ロックバンド・ラモーンズが本人役として出演し、音楽も担当している。
日本では2012年に東京・新宿武蔵野館にてイベント公開されたのち、2022年に全国公開された。

## あらすじ
ヴィンス・ロンバルディ高校は授業中にもかかわらず、教室のスピーカーからラモーンズなどのロックのナンバーが流れ、生徒たちが踊りまくる自由奔放な学校であった。
しかし、新しく赴任して来たトーガー校長はロックを悪と決め付ける超堅物で、ロックの撲滅運動に乗り出し、ロックのレコードを全部校庭に集めて焼却してしまい、ロックを聞いた生徒たちを厳しく取り締まる。
ラモーンズの熱狂的ファンの女子高生リフを始めとする生徒たちはこれに反発、リフは校長の妨害にもめげず、音楽の課題でラモーンズのために「ロックンロール・ハイスクール」を作曲、彼らのライブ会場でその曲をプレゼントする。
メンバーのジョーイ・ラモーンがそれに感激したことで、ラモーンズのメンバー全員が高校に乗り込み、リフたちと共闘、一大バトルが展開される。

## キャスト
- リフ・ランデル：P・J・ソールズ
- トム・ロバーツ：ヴィンセント・ヴァン・パタン
- イヴリン・トーガー校長：メアリー・ウォロノフ
- マグリー：ポール・バーテル
- イーグルバウアー：クリント・ハワード
- 警察署長：ディック・ミラー
- ケイト・ランボー：デイ・ヤング
- 本人役：ラモーンズ（ジョーイ・ラモーン、ジョニー・ラモーン、ディー・ディー・ラモーン、マーキー・ラモーン）

## リメイク
アメリカの人気DJハワード・スターンによるリメイク計画が進められている。